# Pieter Cornelis Loopuyt
Pieter Cornelis Loopuyt (Oosterbeek, 18 maart 1906 – Barchem, 2 november 1985) was een Nederlands burgemeester.
Hij werd geboren als zoon van Albert Antoine Loopuyt (1873-1960; een jaar later benoemd tot gemeentesecretaris van Renkum) en jkvr. Maria Elisabeth Meijer (1876-1956; dochter van de marine-officier jhr. Arend Frederik Meijer). In 1932 is hij afgestudeerd in de rechten aan de Rijksuniversiteit Leiden. In Gelderland werd hij daarna secretaris van de Commissie voor de bevordering van de werkverschaffing. Vanaf 1934 was hij bijna dertien jaar secretaris-penningmeester van het Waterschap van de Berkel. In augustus 1947 werd Loopuyt benoemd tot burgemeester van de Gelderse gemeente Laren. In 1971 ging hij daar met pensioen en eind 1985 overleed hij op 79-jarige leeftijd.